# Seznam zemí na letních a zimních olympijských hrách
Seznam zemí na letních a zimních olympijských hrách uvádí přehled států, jejichž sportovci se zúčastnili letních, případně i zimních olympijských her, a odkazy na podrobnější články o jejich účasti a výsledcích.
| Stát                           | Kontinent | LOH                                                          | ZOH                       |
| ------------------------------ | --------- | ------------------------------------------------------------ | ------------------------- |
| Afghánistán                    | Asie      | Afghánistán na letních olympijských hrách                    | Zde                       |
| Albánie                        | Evropa    | Albánie na letních olympijských hrách                        | Zde                       |
| Alžírsko                       | Afrika    | Alžírsko na letních olympijských hrách                       | Zde                       |
| Americká Samoa                 | Oceánie   | Americká Samoa na letních olympijských hrách                 | Zde                       |
| Americké Panenské ostrovy      | Amerika   | Americké Panenské ostrovy na letních olympijských hrách      | Zde                       |
| Andorra                        | Evropa    | Andorra na letních olympijských hrách                        | Zde                       |
| Angola                         | Afrika    | Angola na letních olympijských hrách                         | Zde zatím bez účasti      |
| Antigua a Barbuda              | Amerika   | Antigua a Barbuda na letních olympijských hrách              | Zde                       |
| Argentina                      | Amerika   | Argentina na letních olympijských hrách                      | Zde                       |
| Arménie                        | Evropa    | Arménie na letních olympijských hrách                        | Zde                       |
| Aruba                          | Amerika   | Aruba na letních olympijských hrách                          | Zde                       |
| Austrálie                      | Oceánie   | Austrálie na letních olympijských hrách                      | Zde                       |
| Bahamy                         | Amerika   | Bahamy na letních olympijských hrách                         | Zde                       |
| Bahrajn                        | Asie      | Bahrajn na letních olympijských hrách                        | Zde                       |
| Bangladéš                      | Asie      | Bangladéš na letních olympijských hrách                      | Zde                       |
| Barbados                       | Amerika   | Barbados na letních olympijských hrách                       | Zde                       |
| Belgie                         | Evropa    | Belgie na letních olympijských hrách                         | Zde                       |
| Belize                         | Amerika   | Belize na letních olympijských hrách                         | Zde                       |
| Benin                          | Afrika    | Benin na letních olympijských hrách                          | Zde                       |
| Bermudy                        | Amerika   | Bermudy na letních olympijských hrách                        | Zde                       |
| Bhútán                         | Asie      | Bhútán na letních olympijských hrách                         | Zde                       |
| Bolívie                        | Amerika   | Bolívie na letních olympijských hrách                        | Zde                       |
| Bosna a Hercegovina            | Evropa    | Bosna a Hercegovina na letních olympijských hrách            | Zde                       |
| Botswana                       | Afrika    | Botswana na letních olympijských hrách                       | Zde                       |
| Brazílie                       | Amerika   | Brazílie na letních olympijských hrách                       | Zde                       |
| Britské Panenské ostrovy       | Amerika   | Britské Panenské ostrovy na letních olympijských hrách       | Zde                       |
| Brunej                         | Oceánie   | Brunej na letních olympijských hrách                         | Zde                       |
| Bulharsko                      | Evropa    | Bulharsko na letních olympijských hrách                      | Zde                       |
| Burkina Faso                   | Afrika    | Burkina Faso na letních olympijských hrách                   | Zde                       |
| Burundi                        | Afrika    | Burundi na letních olympijských hrách                        | Zde                       |
| Bělorusko                      | Evropa    | Bělorusko na letních olympijských hrách                      | Zde                       |
| Chile                          | Amerika   | Chile na letních olympijských hrách                          | Zde                       |
| Chorvatsko                     | Evropa    | Chorvatsko na letních olympijských hrách                     | Zde                       |
| Cookovy ostrovy                | Oceánie   | Cookovy ostrovy na letních olympijských hrách                | Zde                       |
| Dominika                       | Amerika   | Dominika na letních olympijských hrách                       | Zde                       |
| Dominikánská republika         | Amerika   | Dominikánská republika na letních olympijských hrách         | Zde                       |
| Dánsko                         | Evropa    | Dánsko na letních olympijských hrách                         | Zde                       |
| Džibutsko                      | Afrika    | Džibutsko na letních olympijských hrách                      | Zde                       |
| Egypt                          | Afrika    | Egypt na letních olympijských hrách                          | Zde                       |
| Ekvádor                        | Amerika   | Ekvádor na letních olympijských hrách                        | Zde                       |
| Eritrea                        | Afrika    | Eritrea na letních olympijských hrách                        | Zde                       |
| Estonsko                       | Evropa    | Estonsko na letních olympijských hrách                       | Zde                       |
| Etiopie                        | Afrika    | Etiopie na letních olympijských hrách                        | Zde                       |
| Federativní státy Mikronésie   | Oceánie   | Mikronésie na letních olympijských hrách                     | Zde                       |
| Fidži                          | Oceánie   | Fidži na letních olympijských hrách                          | Zde                       |
| Filipíny                       | Asie      | Filipíny na letních olympijských hrách                       | Zde                       |
| Finsko                         | Evropa    | Finsko na letních olympijských hrách                         | Zde                       |
| Francie                        | Evropa    | Francie na letních olympijských hrách                        | Zde                       |
| Gabon                          | Afrika    | Gabon na letních olympijských hrách                          | Zde                       |
| Gambie                         | Afrika    | Gambie na letních olympijských hrách                         | Zde                       |
| Ghana                          | Afrika    | Ghana na letních olympijských hrách                          | Zde                       |
| Grenada                        | Amerika   | Grenada na letních olympijských hrách                        | Zde                       |
| Gruzie                         | Evropa    | Gruzie na letních olympijských hrách                         | Zde                       |
| Guam                           | Oceánie   | Guam na letních olympijských hrách                           | Zde                       |
| Guatemala                      | Amerika   | Guatemala na letních olympijských hrách                      | Zde                       |
| Guinea                         | Afrika    | Guinea na letních olympijských hrách                         | Zde                       |
| Guinea-Bissau                  | Afrika    | Guinea-Bissau na letních olympijských hrách                  | Zde                       |
| Guyana                         | Amerika   | Guyana na letních olympijských hrách                         | Zde                       |
| Haiti                          | Amerika   | Haiti na letních olympijských hrách                          | Zde                       |
| Honduras                       | Amerika   | Honduras na letních olympijských hrách                       | Zde                       |
| Hongkong                       | Asie      | Hongkong na letních olympijských hrách                       | Zde                       |
| Indie                          | Asie      | Indie na letních olympijských hrách                          | Zde                       |
| Indonésie                      | Asie      | Indonésie na letních olympijských hrách                      | Zde                       |
| Irsko                          | Evropa    | Irsko na letních olympijských hrách                          | Zde                       |
| Irák                           | Asie      | Irák na letních olympijských hrách                           | Zde                       |
| Island                         | Evropa    | Island na letních olympijských hrách                         | Zde                       |
| Itálie                         | Evropa    | Itálie na letních olympijských hrách                         | Zde                       |
| Izrael                         | Evropa    | Izrael na letních olympijských hrách                         | Zde                       |
| Jamajka                        | Amerika   | Jamajka na letních olympijských hrách                        | Zde                       |
| Japonsko                       | Asie      | Japonsko na letních olympijských hrách                       | Zde                       |
| Jemen                          | Asie      | Jemen na letních olympijských hrách                          | Zde                       |
| Jihoafrická republika          | Afrika    | Jihoafrická republika na letních olympijských hrách          | Zde                       |
| Jižní Korea                    | Asie      | Jižní Korea na letních olympijských hrách                    | Zde                       |
| Jordánsko                      | Asie      | Jordánsko na letních olympijských hrách                      | Zde                       |
| Jugoslávie                     | Evropa    | Jugoslávie na letních olympijských hrách                     | Zde                       |
| Kajmanské ostrovy              | Amerika   | Kajmanské ostrovy na letních olympijských hrách              | Zde                       |
| Kambodža                       | Asie      | Kambodža na letních olympijských hrách                       | Zde                       |
| Kamerun                        | Afrika    | Kamerun na letních olympijských hrách                        | Zde                       |
| Kanada                         | Amerika   | Kanada na letních olympijských hrách                         | Zde                       |
| Kapverdy                       | Afrika    | Kapverdy na letních olympijských hrách                       | Zde                       |
| Katar                          | Asie      | Katar na letních olympijských hrách                          | Zde                       |
| Kazachstán                     | Asie      | Kazachstán na letních olympijských hrách                     | Zde                       |
| Keňa                           | Afrika    | Keňa na letních olympijských hrách                           | Zde                       |
| Kiribati                       | Oceánie   | Kiribati na letních olympijských hrách                       | Zde                       |
| Kolumbie                       | Amerika   | Kolumbie na letních olympijských hrách                       | Zde                       |
| Komory                         | Afrika    | Komory na letních olympijských hrách                         | Zde                       |
| Demokratická republika Kongo   | Afrika    | Demokratická republika Kongo na letních olympijských hrách   | Zde                       |
| Konžská republika              | Afrika    | Konžská republika na letních olympijských hrách              | Zde                       |
| Kosovo                         | Evropa    | Kosovo na letních olympijských hrách                         | Zde bez samostatné účasti |
| Kostarika                      | Amerika   | Kostarika na letních olympijských hrách                      | Zde                       |
| Kuba                           | Amerika   | Kuba na letních olympijských hrách                           | Zde                       |
| Kuvajt                         | Asie      | Kuvajt na letních olympijských hrách                         | Zde                       |
| Kypr                           | Evropa    | Kypr na letních olympijských hrách                           | Zde                       |
| Kyrgyzstán                     | Asie      | Kyrgyzstán na letních olympijských hrách                     | Zde                       |
| Laos                           | Asie      | Laos na letních olympijských hrách                           | Zde                       |
| Lesotho                        | Afrika    | Lesotho na letních olympijských hrách                        | Zde                       |
| Libanon                        | Asie      | Libanon na letních olympijských hrách                        | Zde                       |
| Libye                          | Afrika    | Libye na letních olympijských hrách                          | Zde                       |
| Libérie                        | Afrika    | Libérie na letních olympijských hrách                        | Zde                       |
| Lichtenštejnsko                | Evropa    | Lichtenštejnsko na letních olympijských hrách                | Zde                       |
| Litva                          | Evropa    | Litva na letních olympijských hrách                          | Zde                       |
| Lotyšsko                       | Evropa    | Lotyšsko na letních olympijských hrách                       | Zde                       |
| Lucembursko                    | Evropa    | Lucembursko na letních olympijských hrách                    | Zde                       |
| Madagaskar                     | Afrika    | Madagaskar na letních olympijských hrách                     | Zde                       |
| Malajsie                       | Asie      | Malajsie na letních olympijských hrách                       | Zde                       |
| Malawi                         | Afrika    | Malawi na letních olympijských hrách                         | Zde                       |
| Maledivy                       | Asie      | Maledivy na letních olympijských hrách                       | Zde                       |
| Mali                           | Afrika    | Mali na letních olympijských hrách                           | Zde                       |
| Malta                          | Evropa    | Malta na letních olympijských hrách                          | Zde                       |
| Maroko                         | Afrika    | Maroko na letních olympijských hrách                         | Zde                       |
| Marshallovy ostrovy            | Oceánie   | Marshallovy ostrovy na letních olympijských hrách            | Zde                       |
| Mauricius                      | Afrika    | Mauricius na letních olympijských hrách                      | Zde                       |
| Mauritánie                     | Afrika    | Mauritánie na letních olympijských hrách                     | Zde                       |
| Maďarsko                       | Evropa    | Maďarsko na letních olympijských hrách                       | Zde                       |
| Mexiko                         | Amerika   | Mexiko na letních olympijských hrách                         | Zde                       |
| Moldavsko                      | Evropa    | Moldavsko na letních olympijských hrách                      | Zde                       |
| Monako                         | Evropa    | Monako na letních olympijských hrách                         | Zde                       |
| Mongolsko                      | Asie      | Mongolsko na letních olympijských hrách                      | Zde                       |
| Mosambik                       | Afrika    | Mosambik na letních olympijských hrách                       | Zde                       |
| Myanmar                        | Asie      | Myanmar na letních olympijských hrách                        | Zde                       |
| Namibie                        | Afrika    | Namibie na letních olympijských hrách                        | Zde                       |
| Nauru                          | Oceánie   | Nauru na letních olympijských hrách                          | Zde                       |
| Nepál                          | Asie      | Nepál na letních olympijských hrách                          | Zde                       |
| Niger                          | Afrika    | Niger na letních olympijských hrách                          | Zde                       |
| Nigérie                        | Afrika    | Nigérie na letních olympijských hrách                        | Zde                       |
| Nikaragua                      | Amerika   | Nikaragua na letních olympijských hrách                      | Zde                       |
| Nizozemsko                     | Evropa    | Nizozemsko na letních olympijských hrách                     | Zde                       |
| Nizozemské Antily              | Amerika   | Nizozemské Antily na letních olympijských hrách              | Zde                       |
| Norsko                         | Evropa    | Norsko na letních olympijských hrách                         | Zde                       |
| Nový Zéland                    | Oceánie   | Nový Zéland na letních olympijských hrách                    | Zde                       |
| Německá demokratická republika | Evropa    | Německá demokratická republika na letních olympijských hrách | Zde                       |
| Německo                        | Evropa    | Německo na letních olympijských hrách                        | Zde                       |
| Omán                           | Asie      | Omán na letních olympijských hrách                           | Zde                       |
| Palau                          | Oceánie   | Palau na letních olympijských hrách                          | Zde                       |
| Palestina                      | Asie      | Palestina na letních olympijských hrách                      | Zde                       |
| Panama                         | Amerika   | Panama na letních olympijských hrách                         | Zde                       |
| Papua Nová Guinea              | Oceánie   | Papua Nová Guinea na letních olympijských hrách              | Zde                       |
| Paraguay                       | Amerika   | Paraguay na letních olympijských hrách                       | Zde                       |
| Peru                           | Amerika   | Peru na letních olympijských hrách                           | Zde                       |
| Pobřeží slonoviny              | Afrika    | Pobřeží slonoviny na letních olympijských hrách              | Zde                       |
| Polsko                         | Evropa    | Polsko na letních olympijských hrách                         | Zde                       |
| Portoriko                      | Amerika   | Portoriko na letních olympijských hrách                      | Zde                       |
| Portugalsko                    | Evropa    | Portugalsko na letních olympijských hrách                    | Zde                       |
| Pákistán                       | Asie      | Pákistán na letních olympijských hrách                       | Zde                       |
| Rakousko                       | Evropa    | Rakousko na letních olympijských hrách                       | Zde                       |
| Rovníková Guinea               | Afrika    | Rovníková Guinea na letních olympijských hrách               | Zde                       |
| Rumunsko                       | Evropa    | Rumunsko na letních olympijských hrách                       | Zde                       |
| Rusko                          | Evropa    | Rusko na letních olympijských hrách                          | Zde                       |
| Rwanda                         | Afrika    | Rwanda na letních olympijských hrách                         | Zde                       |
| Salvador                       | Amerika   | Salvador na letních olympijských hrách                       | Zde                       |
| Samoa                          | Oceánie   | Samoa na letních olympijských hrách                          | Zde                       |
| San Marino                     | Evropa    | San Marino na letních olympijských hrách                     | Zde                       |
| Saúdská Arábie                 | Asie      | Saúdská Arábie na letních olympijských hrách                 | Zde                       |
| Senegal                        | Afrika    | Senegal na letních olympijských hrách                        | Zde                       |
| Severní Korea                  | Asie      | Severní Korea na letních olympijských hrách                  | Zde                       |
| Severní Makedonie              | Evropa    | Severní Makedonie na letních olympijských hrách              | Zde                       |
| Seychely                       | Afrika    | Seychely na letních olympijských hrách                       | Zde                       |
| Sierra Leone                   | Afrika    | Sierra Leone na letních olympijských hrách                   | Zde                       |
| Singapur                       | Asie      | Singapur na letních olympijských hrách                       | Zde                       |
| Slovensko                      | Evropa    | Slovensko na letních olympijských hrách                      | Zde                       |
| Slovinsko                      | Evropa    | Slovinsko na letních olympijských hrách                      | Zde                       |
| Somálsko                       | Afrika    | Somálsko na letních olympijských hrách                       | Zde                       |
| Sovětský svaz                  | Evropa    | Sovětský svaz na letních olympijských hrách                  | Zde                       |
| Spojené arabské emiráty        | Asie      | Spojené arabské emiráty na letních olympijských hrách        | Zde                       |
| Spojené státy americké         | Amerika   | Spojené státy americké na letních olympijských hrách         | Zde                       |
| Srbsko                         | Evropa    | Srbsko na letních olympijských hrách                         | Zde                       |
| Srí Lanka                      | Asie      | Srí Lanka na letních olympijských hrách                      | Zde                       |
| Středoafrická republika        | Afrika    | Středoafrická republika na letních olympijských hrách        | Zde                       |
| Surinam                        | Amerika   | Surinam na letních olympijských hrách                        | Zde                       |
| Svatá Lucie                    | Amerika   | Svatá Lucie na letních olympijských hrách                    | Zde                       |
| Svatý Kryštof a Nevis          | Amerika   | Svatý Kryštof a Nevis na letních olympijských hrách          | Zde                       |
| Svatý Tomáš a Princův ostrov   | Afrika    | Svatý Tomáš a Princův ostrov na letních olympijských hrách   | Zde                       |
| Svatý Vincenc a Grenadiny      | Amerika   | Svatý Vincenc a Grenadiny na letních olympijských hrách      | Zde                       |
| Svazijsko                      | Afrika    | Svazijsko na letních olympijských hrách                      | Zde                       |
| Súdán                          | Afrika    | Súdán na letních olympijských hrách                          | Zde                       |
| Sýrie                          | Asie      | Sýrie na letních olympijských hrách                          | Zde                       |
| Tanzanie                       | Afrika    | Tanzanie na letních olympijských hrách                       | Zde                       |
| Thajsko                        | Asie      | Thajsko na letních olympijských hrách                        | Zde                       |
| Togo                           | Afrika    | Togo na letních olympijských hrách                           | Zde                       |
| Tonga                          | Oceánie   | Tonga na letních olympijských hrách                          | Zde                       |
| Trinidad a Tobago              | Amerika   | Trinidad a Tobago na letních olympijských hrách              | Zde                       |
| Tunisko                        | Afrika    | Tunisko na letních olympijských hrách                        | Zde                       |
| Turecko                        | Evropa    | Turecko na letních olympijských hrách                        | Zde                       |
| Turkmenistán                   | Asie      | Turkmenistán na letních olympijských hrách                   | Zde                       |
| Tuvalu                         | Oceánie   | Tuvalu na letních olympijských hrách                         | Zde                       |
| Tádžikistán                    | Asie      | Tádžikistán na letních olympijských hrách                    | Zde                       |
| Uganda                         | Afrika    | Uganda na letních olympijských hrách                         | Zde                       |
| Ukrajina                       | Evropa    | Ukrajina na letních olympijských hrách                       | Zde                       |
| Uruguay                        | Amerika   | Uruguay na letních olympijských hrách                        | Zde                       |
| Uzbekistán                     | Asie      | Uzbekistán na letních olympijských hrách                     | Zde                       |
| Vanuatu                        | Oceánie   | Vanuatu na letních olympijských hrách                        | Zde                       |
| Velká Británie                 | Evropa    | Velká Británie na letních olympijských hrách                 | Zde                       |
| Venezuela                      | Amerika   | Venezuela na letních olympijských hrách                      | Zde                       |
| Vietnam                        | Asie      | Vietnam na letních olympijských hrách                        | Zde                       |
| Východní Timor                 | Asie      | Východní Timor na letních olympijských hrách                 | Zde                       |
| Zambie                         | Afrika    | Zambie na letních olympijských hrách                         | Zde                       |
| Zimbabwe                       | Afrika    | Zimbabwe na letních olympijských hrách                       | Zde                       |
| Ázerbájdžán                    | Evropa    | Ázerbájdžán na letních olympijských hrách                    | Zde                       |
| Írán                           | Asie      | Írán na letních olympijských hrách                           | Zde                       |
| Čad                            | Afrika    | Čad na letních olympijských hrách                            | Zde                       |
| Čechy                          | Evropa    | Čechy na olympijských hrách                                  | Zde                       |
| Černá Hora                     | Evropa    | Černá Hora na letních olympijských hrách                     | Zde                       |
| Československo                 | Evropa    | Československo na letních olympijských hrách                 | Zde                       |
| Česko                          | Evropa    | Česko na letních olympijských hrách                          | Zde                       |
| Čína                           | Asie      | Čína na letních olympijských hrách                           | Zde                       |
| Tchaj-wan                      | Asie      | Tchaj-wan na letních olympijských hrách                      | Zde                       |
| Řecko                          | Evropa    | Řecko na letních olympijských hrách                          | Zde                       |
| Šalomounovy ostrovy            | Oceánie   | Šalomounovy ostrovy na letních olympijských hrách            | Zde                       |
| Španělsko                      | Evropa    | Španělsko na letních olympijských hrách                      | Zde                       |
| Švédsko                        | Evropa    | Švédsko na letních olympijských hrách                        | Zde                       |
| Švýcarsko                      | Evropa    | Švýcarsko na letních olympijských hrách                      | Zde                       |